# Фризский историко-литературный центр
Фризский историко-литературный центр (з.-фриз. Frysk Histoarysk en Letterkundich Sintrum) или Тресоар (з.-фриз. Tresoar; в пер. «сокровище») — нидерландский культурный центр, посвященный истории и культуре фризов. Основан в 2002 году в городе Леуварден.

## Описание
Центр управляет большой научной библиотекой, коллекцией архивов, а также большой коллекцией документации и предметов фризской литературы. С коллекцией можно ознакомиться в читальном зале, а по каталогам и реестрам имен можно выполнить поиск через веб-сайт. В дополнение к бумажной коллекции, также присутствуют коллекции фотографий, фильмов и звуков, с которыми также можно ознакомиться через веб-сайт.
Центр был создан 1 сентября 2002 года  в результате объединения Фризского литературного музея и документального центра(з.-фриз. Frysk Letterkundich Museum en Dokumintaasjesintrum), Провинциальной библиотеки Фризландии (з.-фриз. Provinciale en Buma-Bibliotheek) и Национального архива Фризландии (з.-фриз. Ryksargyf Fryslân).
Культурный центр расположен в здании 1966 года, спроектированным архитектором Пита Таубера. С 2011 года является «муниципальным памятником» (№ 224).